# Valmy
Valmy ist eine französische Gemeinde mit 240 Einwohnern (Stand 1. Januar 2022) im Département Marne in der Region Grand Est (vor 2016 Champagne-Ardenne). Sie gehört zum Arrondissement Châlons-en-Champagne und zum Kanton Argonne Suippe et Vesle. Die Einwohner werden Valmesiens genannt.

## Geographie
Valmy liegt rund 40 Kilometer ostnordöstlich von Châlons-en-Champagne. Nachbargemeinden sind Hans im Norden, Dommartin-sous-Hans im Norden und Nordosten, Maffrécourt im Nordosten, Braux-Sainte-Cohière im Osten, Dommartin-Dampierre im Südosten, Gizaucourt und La Chapelle-Felcourt im Süden, Saint-Mard-sur-Auve im Süden und Südwesten, Auve im Südwesten, La Croix-en-Champagne im Westen sowie Somme-Bionne im Nordwesten.
Durch die Gemeinde führt die Autoroute A4.

## Geschichte
Am 20. September 1792 kam es während des ersten Koalitionskrieges zur Kanonade von Valmy, in deren Folge sich das Heer der Interventen aus Frankreich zurückzog.
Im Zweiten Weltkrieg befreite die 3. US-Armee unter George S. Patton Valmy am 30. August 1944. Daher liegt es an der Voie de la Liberté, woran ein in der Nähe des Schlachtfelds von 1792 aufgestellter Patton-Panzer erinnert.

## Bevölkerungsentwicklung
| Jahr                       | 1962 | 1968 | 1975 | 1982 | 1990 | 1999 | 2006 | 2011 | 2018 |
| -------------------------- | ---- | ---- | ---- | ---- | ---- | ---- | ---- | ---- | ---- |
| Einwohner                  | 354  | 291  | 302  | 290  | 290  | 284  | 276  | 290  | 301  |
| Quellen: Cassini und INSEE |      |      |      |      |      |      |      |      |      |

## Sehenswürdigkeiten
- Kirche Saint-Maerin
- Kapelle der Henriette Ginetti
- Mühle von Valmy
- Statuen des Generals François-Christophe Kellermann, des Francisco de Miranda und die Büste Simón Bolívars
- Museum

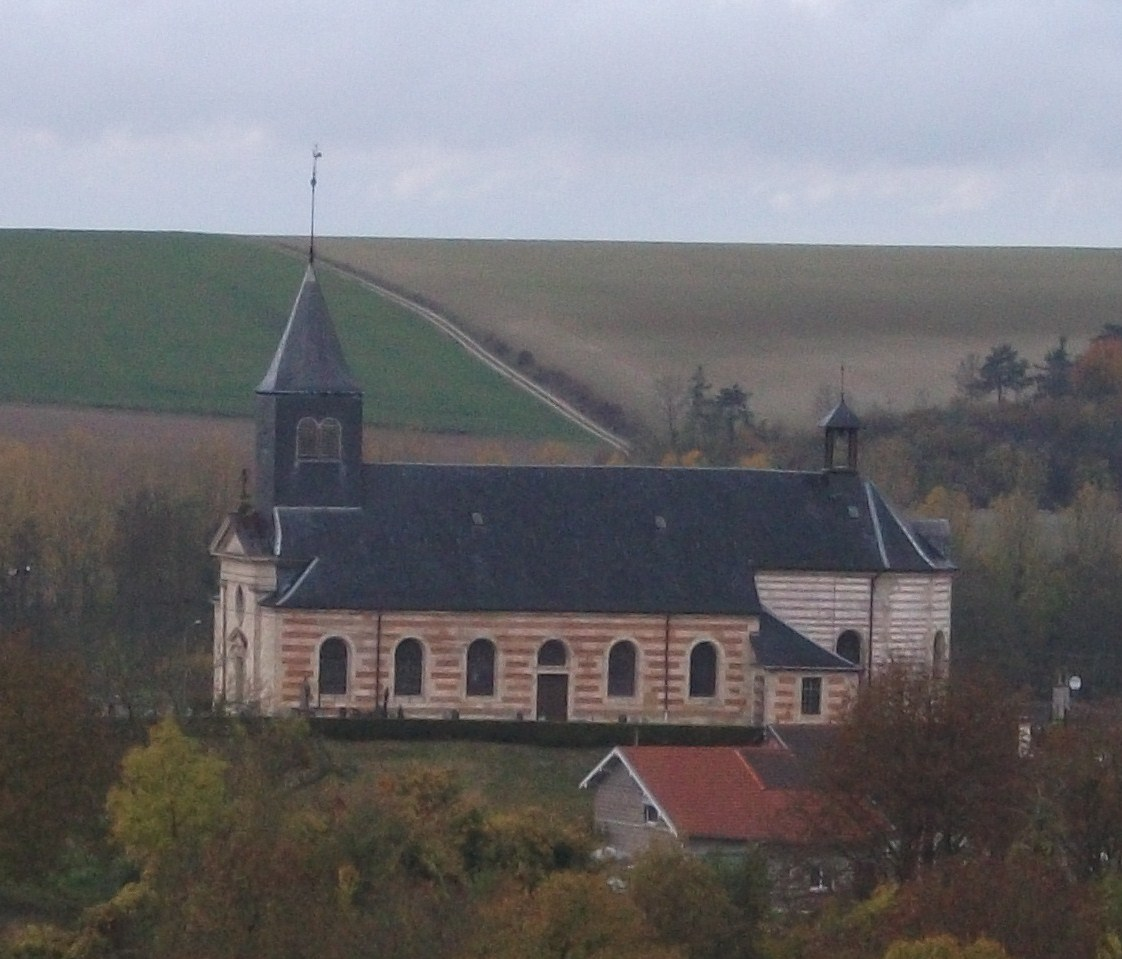
Kirche Saint-Martin
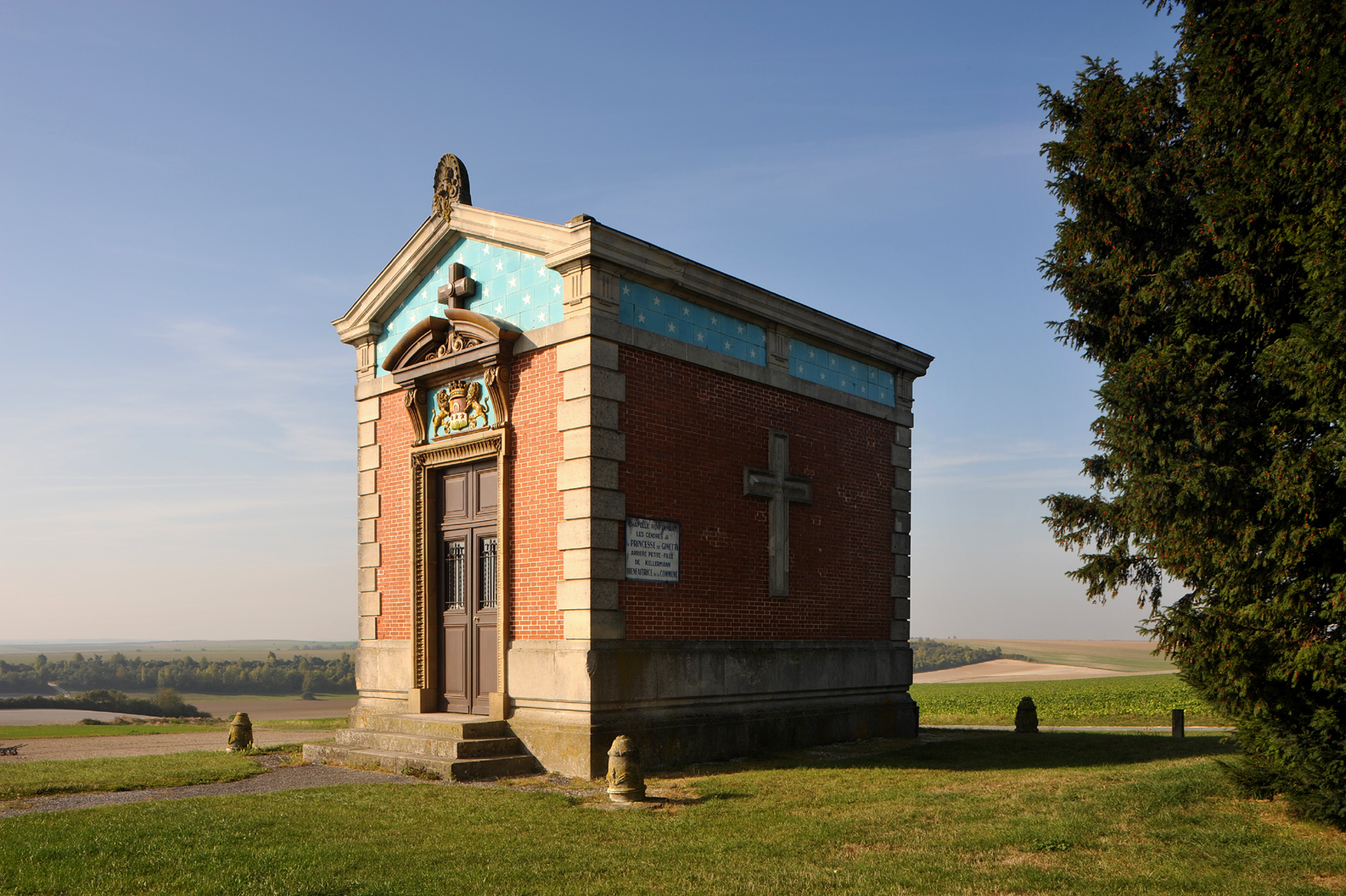
Kapelle der Henriette Ginetti
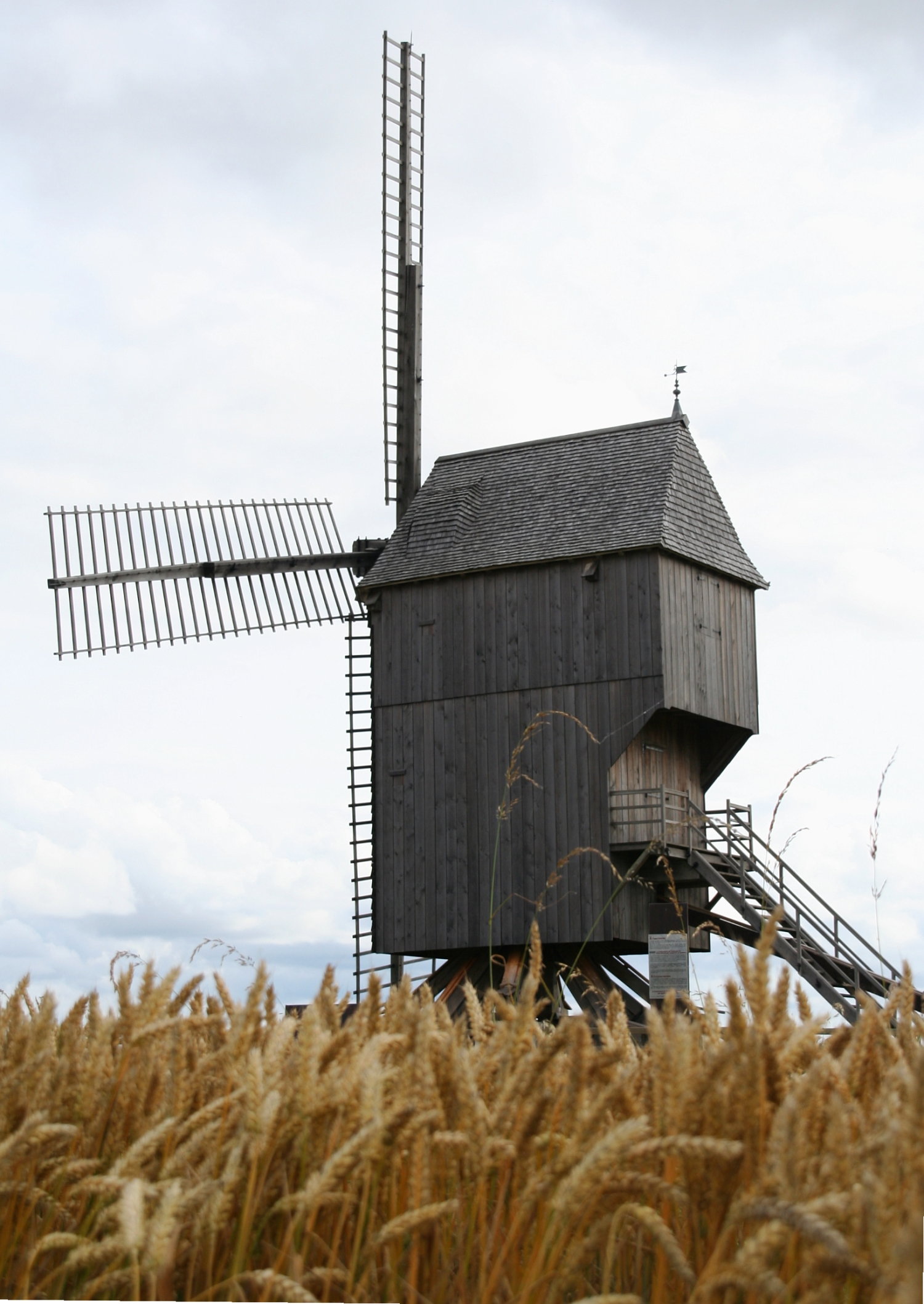
Windmühle
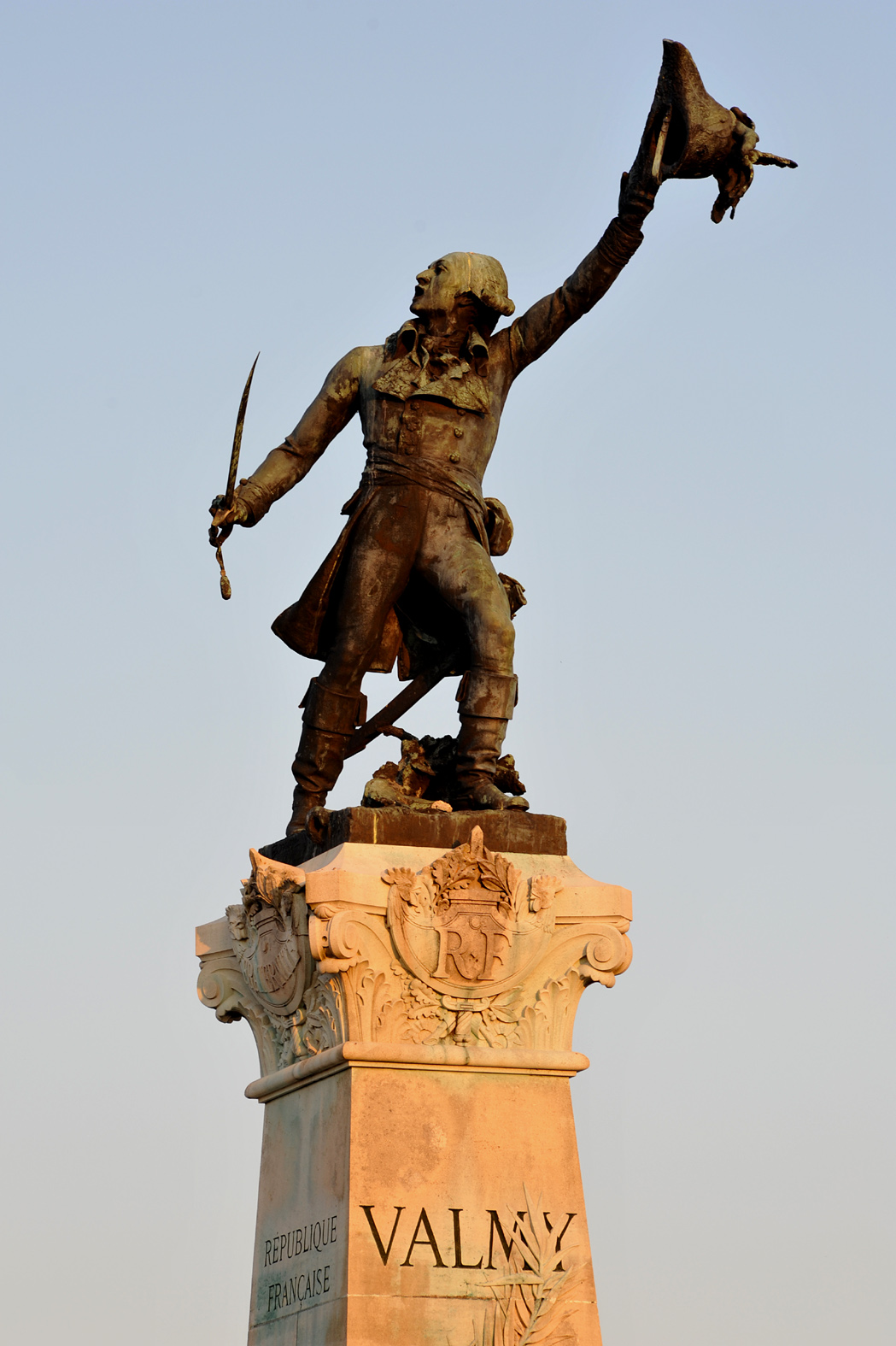
Das Monument Kellermann
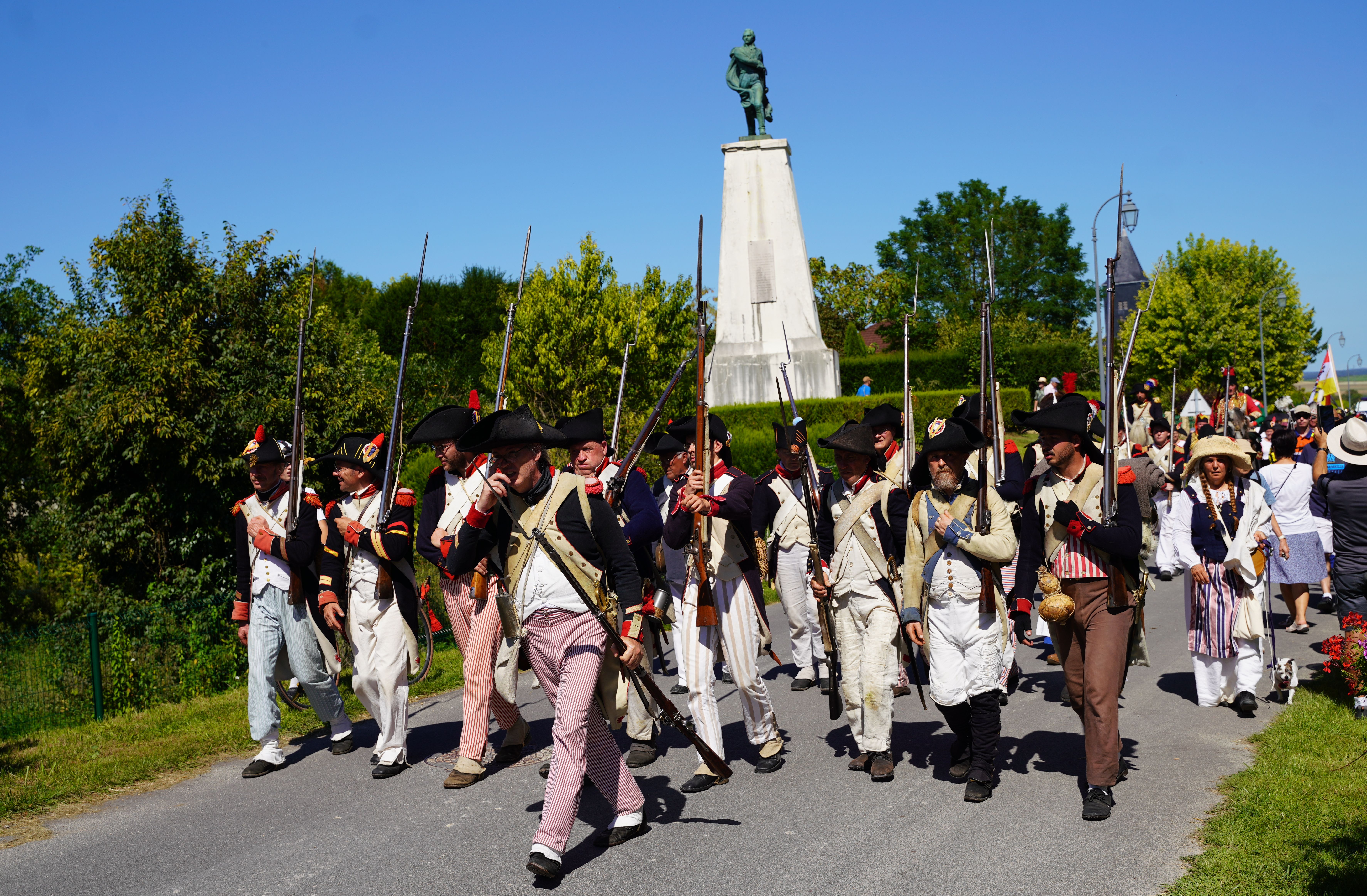
Nachstellung der Schlacht im Jahr 2023. Statue von Francisco de Miranda.
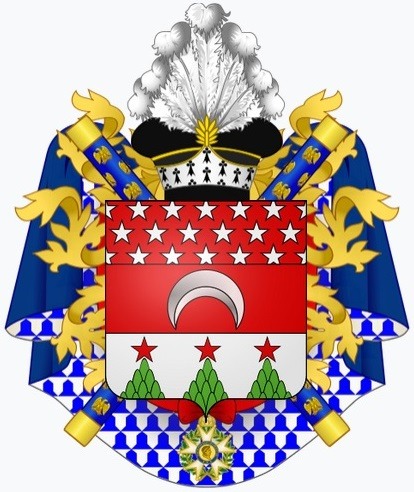
Wappen von  General François-Christophe Kellermann als Duc de Valmy mit dem Gemeindewappen Valmys
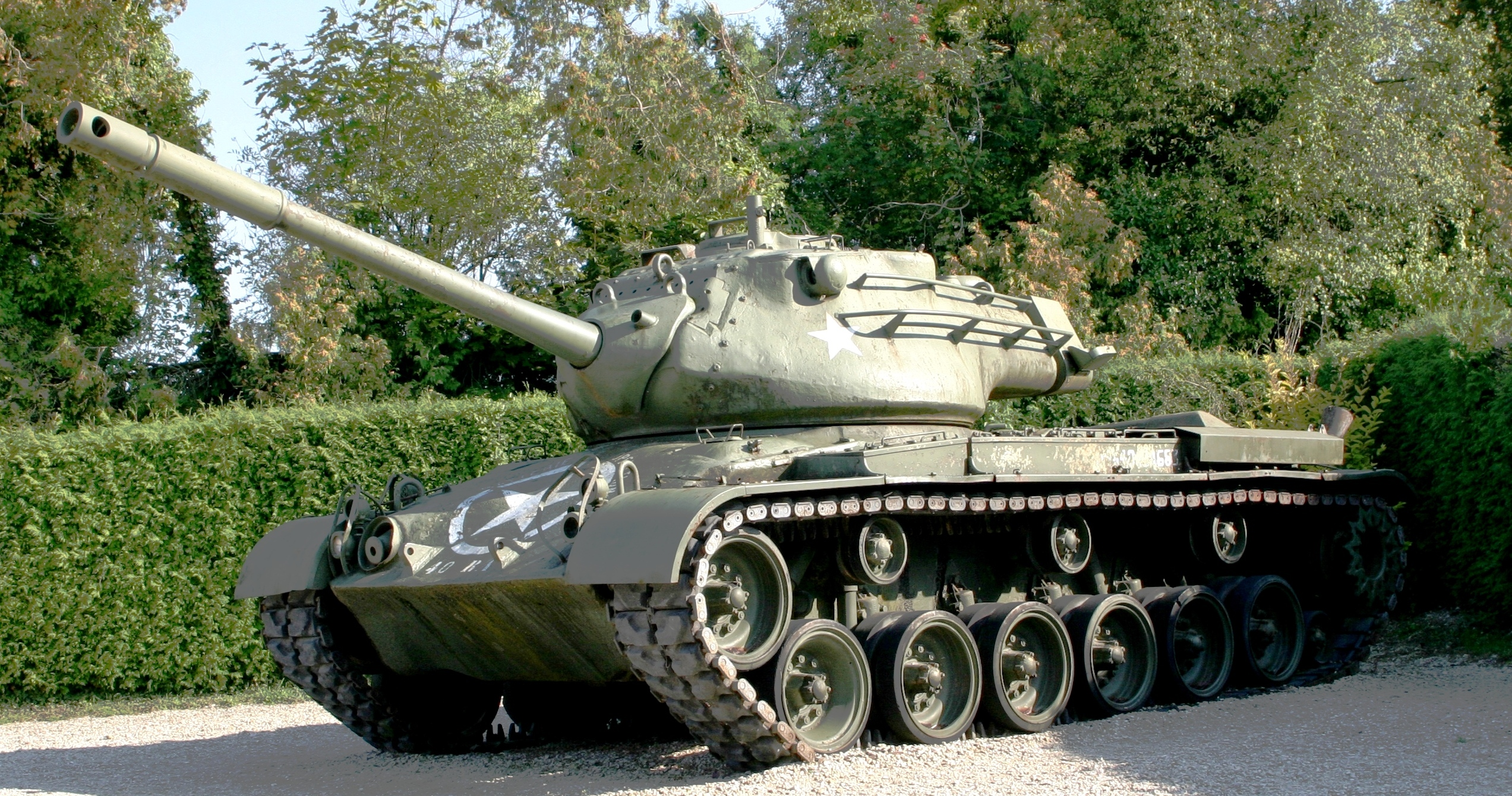
Panzerdenkmal der Voie de la Liberté